# Peul de Maasina
Le peul de Maasina (ou macina, autonyme : Maasinankoore) est une variété du peul, parlée par les Peuls, principalement au Mali, mais aussi en Côte d'Ivoire et au Ghana.

## Utilisation
Le peul de Maasina est parlé pas des personnes de tous âges, dans tous les domaines. Il est enseigné à l'école primaire, et il existe une littérature, des journaux ainsi que des émissions de radio.
Une partie de ses locuteurs parlent également bambara, cette langue influençant de manière conséquente le peul de Maasina.
Il est également utilisé comme langue seconde par les locuteurs de l'ana dogon, du bankan Tey Dogon, du dogon bunoge (en), du bozo tiemacèwè et du bozo tieyaxo.

## Dialectes
Il existe les dialectes occidentaux et orientaux, possédant quelques différences mais étant fondamentalement intelligibles entre eux,.

## Alphabets
Le peul de Maasina peut s'écrire grâce à l'alphabet latin ou l'alphabet arabe.

## Reconnaissance légale
Cette langue est reconnue au Mali dans l'article 1 du décret no 159 du 19 juillet 1982.